# Finlândia nos Jogos Olímpicos de Inverno de 2022
Finlândia participou dos Jogos Olímpicos de Inverno de 2022, realizados em Pequim, na China.
Foi a 24.ª aparição do país em Olimpíadas de Inverno, ou seja, em todas as edições dos Jogos de Inverno. Foi representado por 94 atletas, sendo 50 homens e 44 mulheres.

## Competidores
| Esporte             | Masculino | Feminino | Total |
| ------------------- | --------- | -------- | ----- |
| Biatlo              | 4         | 4        | 8     |
| Combinado nórdico   | 5         | —        | 5     |
| Esqui alpino        | 1         | 3        | 4     |
| Esqui cross-country | 6         | 7        | 13    |
| Esqui estilo livre  | 5         | 1        | 6     |
| Hóquei no gelo      | 25        | 23       | 48    |
| Patinação artística | 1         | 2        | 3     |
| Salto de esqui      | 1         | 2        | 3     |
| Snowboard           | 2         | 2        | 4     |
| Total               | 50        | 44       | 94    |

## Medalhas
Estes foram os medalhistas desta edição:
| Atleta | Esporte             | Evento                           | Medalha |
| --- | ------------------- | -------------------------------- | ------- |
| Iivo Niskanen | Esqui cross-country | 15 km clássico masculino         | Ouro    |
| Miro Aaltonen Marko Anttila Hannes Björninen Valtteri Filppula Niklas Friman Markus Granlund Teemu Hartikainen Juuso Hietanen Valtteri Kemiläinen Leo Komarov Mikko Lehtonen Petteri Lindbohm Saku Mäenalanen Sakari Manninen Joonas Nättinen Atte Ohtamaa Niko Ojamäki Juho Olkinuora Iiro Pakarinen Harri Pesonen Ville Pokka Toni Rajala Harri Säteri Frans Tuohimaa Sami Vatanen | Hóquei no gelo      | Masculino                        | Ouro    |
| Kerttu Niskanen | Esqui cross-country | 10 km clássico feminino          | Prata   |
| Iivo Niskanen Joni Mäki | Esqui cross-country | Velocidade por equipes masculino | Prata   |
| Iivo Niskanen | Esqui cross-country | 30 km skiathlon masculino        | Bronze  |
| Krista Pärmäkoski | Esqui cross-country | 10 km clássico feminino          | Bronze  |
| Sanni Hakala Jenni Hiirikoski Elisa Holopainen Sini Karjalainen Michelle Karvinen Anni Keisala Nelli Laitinen Julia Liikala Eveliina Mäkinen Petra Nieminen Tanja Niskanen Jenniina Nylund Meeri Räisänen Sanni Rantala Ronja Savolainen Sofianna Sundelin Susanna Tapani Noora Tulus Minttu Tuominen Viivi Vainikka Sanni Vanhanen Emilia Vesa Ella Viitasuo                        | Hóquei no gelo      | Feminino                         | Bronze  |
| Kerttu Niskanen | Esqui cross-country | 30 km livre feminino             | Bronze  |

## Desempenho

### Biatlo
Masculino
Feminino

### Combinado nórdico
Masculino

### Esqui alpino
Masculino
Feminino

### Esqui cross-country
Masculino
Feminino

### Esqui estilo livre
Masculino
Feminino

### Hóquei no gelo
Masculino
Feminino

### Patinação artística
Masculino
Feminino

### Salto de esqui
Masculino
Feminino

### Snowboard
Masculino
Feminino
Legenda
| Recorde mundial      | Recorde mundial (World record)               |                       | Recorde africano                      | Recorde africano (African) |                                           | Q | Classificado por posição (Qualified) |
| Recorde olímpico     | Recorde olímpico (Olympic record)            | Recorde da América    | Recorde da América (Americas)         | q                          | Classificado por melhor tempo (Qualified) |   |                                      |
| Melhor marca do ano  | Melhor marca do ano (World leading)          | Recorde asiático      | Recorde asiático (Asian)              | DNS                        | Não largou (Did not start)                |   |                                      |
| Recorde nacional     | Recorde nacional (National record)           | Recorde europeu       | Recorde europeu (European)            | DNF                        | Não terminou (Did not finish)             |   |                                      |
| Recorde pessoal      | Recorde pessoal do atleta (Personal best)    | Recorde da Oceania    | Recorde da Oceania (Oceania)          | DSQ / DQ                   | Desclassificado (Disqualified)            |   |                                      |
| Recorde da temporada | Recorde da temporada do atleta (Season best) | Recorde sul-americano | Recorde sul-americano (South America) | NM                         | Sem marca (No mark)                       |   |                                      |